# Mičakovce
Mičakovce (ungarisch Mikevágása – bis 1907 Micsák) ist eine Gemeinde im Nordosten der Slowakei mit 120 Einwohnern (Stand 31. Dezember 2024), die im Okres Svidník, einem Kreis des Prešovský kraj sowie in der traditionellen Landschaft Šariš liegt.

## Geographie
Die Gemeinde befindet sich am Südrand der Niederen Beskiden, noch genauer im Bergland Ondavská vrchovina, im Tal der Topľa, wo die linksseitigen Zuflüsse Radomka, Kobylnica und Šandrov in sie münden. Das Ortszentrum liegt auf einer Höhe von 229 m n.m. und ist drei Kilometer von Giraltovce sowie 31 Kilometer von Svidník entfernt.
Nachbargemeinden sind Giraltovce im Norden, Kobylnice im Nordosten und Osten, Ďurďoš im Süden und Železník im Westen.

## Geschichte
Mičakovce wurde zum ersten Mal 1390 als Mikeuagasa schriftlich erwähnt, weitere historische Bezeichnungen sind unter anderen Mychkwagasa (1394), Michak (1414) und Mičákowce (1808). Das Dorf war Teil der Herrschaft der Burg Čičava, ab 1493 der Herrschaft von Stropkov. 1720 war Mičakovce völlig verwüstet.
1789 hatte die Ortschaft 13 Häuser und 85 Einwohner, 1828 zählte man 15 Häuser und 113 Einwohner, die als Köhler beschäftigt waren. Im späten 19. Jahrhundert wanderten viele Einwohner aus.
Bis 1918 gehörte der im Komitat Sáros liegende Ort zum Königreich Ungarn und kam danach zur Tschechoslowakei beziehungsweise heute Slowakei. Nach dem Zweiten Weltkrieg pendelte ein Teil der Einwohner zur Arbeit in Industriebetriebe in der Gegend.

## Bevölkerung
| Jahr                | 1994 | 2004   | 2014     | 2024     |
| ------------------- | ---- | ------ | -------- | -------- |
| Anzahl der Personen | 125  | 124    | 144      | 120      |
| Unterschied         |      | −0,8 % | +16,12 % | −16,66 % |

| Jahr                | 2023 | 2024    |
| ------------------- | ---- | ------- |
| Anzahl der Personen | 124  | 120     |
| Unterschied         |      | −3,22 % |

Gemäß der Volkszählung 2011 wohnten in Mičakovce 150 Einwohner, alle davon Slowaken.
76 Einwohner bekannten sich zur römisch-katholischen Kirche, 56 Einwohner zur Evangelischen Kirche A. B. und acht Einwohner zur griechisch-katholischen Kirche. Fünf Einwohner waren konfessionslos und bei fünf Einwohnern wurde die Konfession nicht ermittelt.

## Verkehr
Durch Mičakovce verläuft die Cesta II. triedy 556 („Straße 2. Ordnung“) zwischen Giraltovce und Hanušovce nad Topľou.